# Beschleunigter Personenzug
Der Beschleunigte Personenzug (BP) war eine Zuggattung in Deutschland und Österreich.

## Deutschland
Beschleunigte Personenzüge fuhren von 1922 bis zum Fahrplanwechsel am 7. Oktober 1928. Sie waren zuschlagfrei, führten Wagen der zweiten bis vierten Wagenklasse und fuhren über sehr weite Strecken, so zum Beispiel von Berlin nach Aachen, Frankfurt am Main, Köln, München, Ostpreußen oder Schlesien. Von der Reisegeschwindigkeit her waren sie mit Eilzügen vergleichbar. So benötigte der schnellste zuschlagpflichtige Fernschnellzug von Berlin nach Köln acht Stunden, der beschleunigte Personenzug jedoch rund zwölf Stunden. Durch die niedrigen Fahrpreise in der vierten Wagenklasse sollte jedoch eine preiswerte Fahrgelegenheit für Fahrgäste mit geringem Einkommen geboten werden. Oft fuhren die BP-Züge nachts oder in Tagesrandlage, um den geringverdienenden Fahrgästen einen (unbezahlten) Urlaubstag zu ersparen.
Die meisten Zugläufe verkehrten auch nach 1928, wurden aber nicht mehr als gesonderte Zuggattung BP in den Fahrplänen gekennzeichnet.
Auch nach dem Ende des Krieges setzte die Deutsche Reichsbahn mit beschleunigten Personenzügen vergleichbare Züge bis in die 1990er Jahre ein. Diese Züge hielten nicht auf allen Unterwegsbahnhöfen, waren jedoch in den Fahrplänen nicht besonders gekennzeichnet und auch nicht zuschlagpflichtig.

## Österreich
In Österreich gab es beschleunigte Personenzüge u. a. bei der Südbahn-Gesellschaft, den kaiserlich-königlich österreichischen Staatsbahnen, der Eisenbahn Wien-Aspang, den BBÖ und den Wiener Lokalbahnen.